# 大西洋颶風再分析計畫

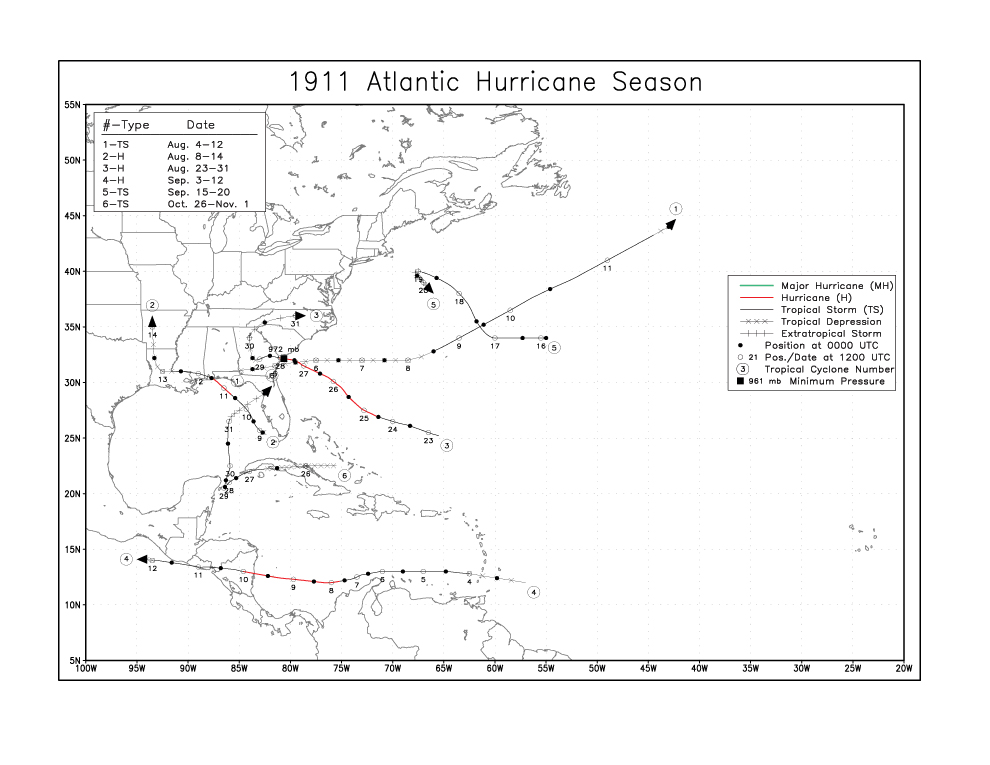
經過大西洋颶風再分析計畫分析的1911年大西洋飓风季

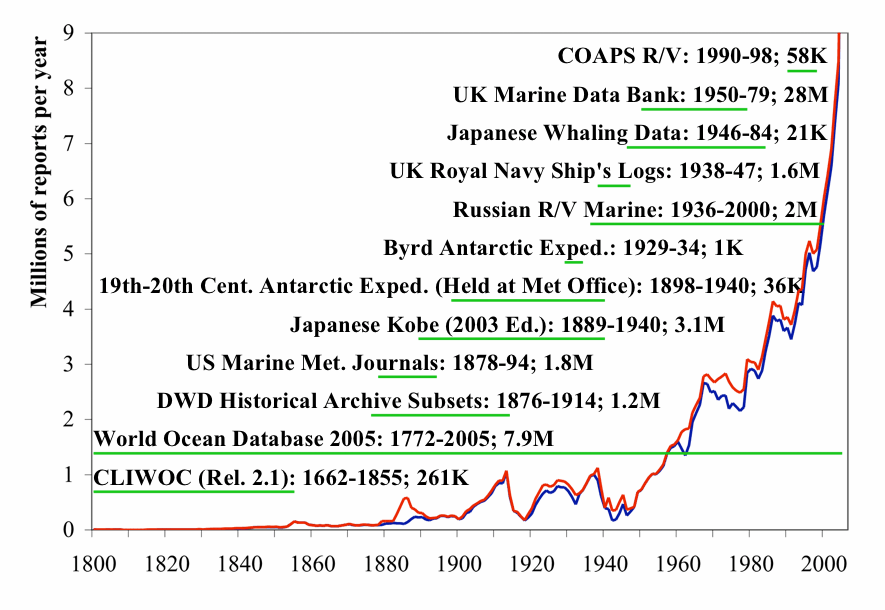
國際綜合海洋大氣資料集每年的觀測數量

大西洋颶風再分析計畫是為了纠正和补充过去北大西洋飓风的資料。它在2000年左右开始更新大西洋飓风数据库 ，该数据库自创建以来已經長時間沒有更新，出现了各种错误。这项工作涉及对国际综合海洋大气数据集（ICOADS）的观测数据重新分析。截至2024年，它一直在进行中。

## 现有数据不准确或遗漏

### 错误

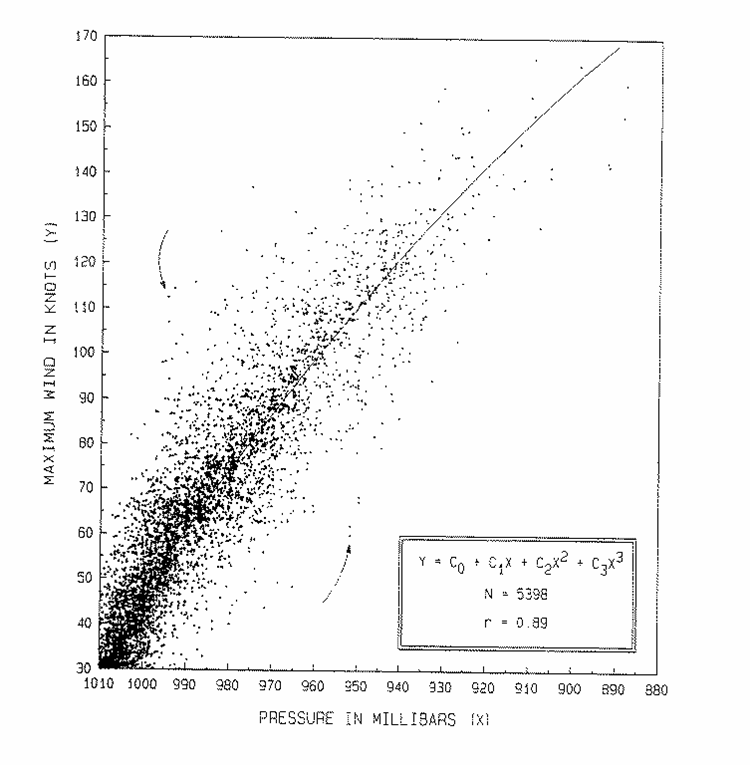
箭头指向其中不太可能出现的风速和气压

其包含许多需要纠正的错误，例如数据库中数据点的与气压和风速图中的异常值。其中一些错误自从美国宇航局在阿波罗计划期间创建数据库以来就已经存在，当时它被用来帮助计算在肯尼迪角（现为卡纳维拉尔角）等地区由熱帶氣旋侵襲的概率。 

### 新的信息
1996年，何塞·費爾南德斯·帕拉塔加斯与亨利·迪亞茲合作进行了一次大规模的重新分析，之后找到了1851年至1886年之间旧报纸和天气图的数据。到20世纪90年代，各州的飓风資料庫也已建立，提出了新的风暴并增加了数据库中已有热带气旋的資訊。由于計劃中未收录大量相关信息，並且数十年来對热带和亚热带气旋的定义不断演变，该项目于 2000 年左右启动，以更新官方数据库。 从那时起，国际综合海洋-大气数据集就被用来检查以前的研究人员未使用或无法获得的旧船舶报告。

### 数据不完整
早在1957年，人们就認知到大西洋颶風的热带气旋数量有不斷增加趋势，至少部分与观测增加和记录的改善有关。 通过分析一段时间内的船隻密度，估计1900年至1966年间，資料庫平均每年缺少两次风暴。主要是因为1943年之前缺乏卫星图像和侦察机。在近代技術（包括Quikscat获取的风速、卫星获取的温度信息以及气旋相空间图，这些技术导致了近期热带气旋探测的增加。）出现之前，每年很可能缺少了一個風暴。 Quikscat 于1999年启动，并因在2007年大西洋飓风季期间为Chantal命名而受稱讚。 最后两个有助于确定低压区是否是温带气旋、亚热带气旋或热带气旋。 
克里斯托弗·兰德西指出，重新分析大西洋飓风数据库的努力：
大西洋颶風再分析計畫将无法恢复从未登陸的公海热带气旋观测数据，研究人员不能假设大西洋热带气旋数据库能够完整地描述20世纪60年代中期卫星图像出现之前的事件频率。此外，自2002年以来，新推出的技术也有助于每年监测大约一个额外的大西洋热带气旋。因此，热带气旋「頻率」的长期趋势主要体现为监测能力的增强，可能与其所处气候的任何实际变化无关。 
2007年的报告指出，在较旧的数据集中，历史记录通常记录中心气压和最大风速，但这些在较旧的记录并不一致，這些差異主要是在20世纪70年代初之前出現。然而，相互调整的尝试导致某些年份的風暴增加，而另一些年份的風暴减少，但对总体趋势影响不大。但科学家也指出，许多风暴仍未得到报道，尤其是那些没有登陆或停留在公海的风暴。 然而，古风暴学中新兴的地质研究可以帮助研究更多的風暴，例如通过评估风暴潮中的沉积物。

## 進展

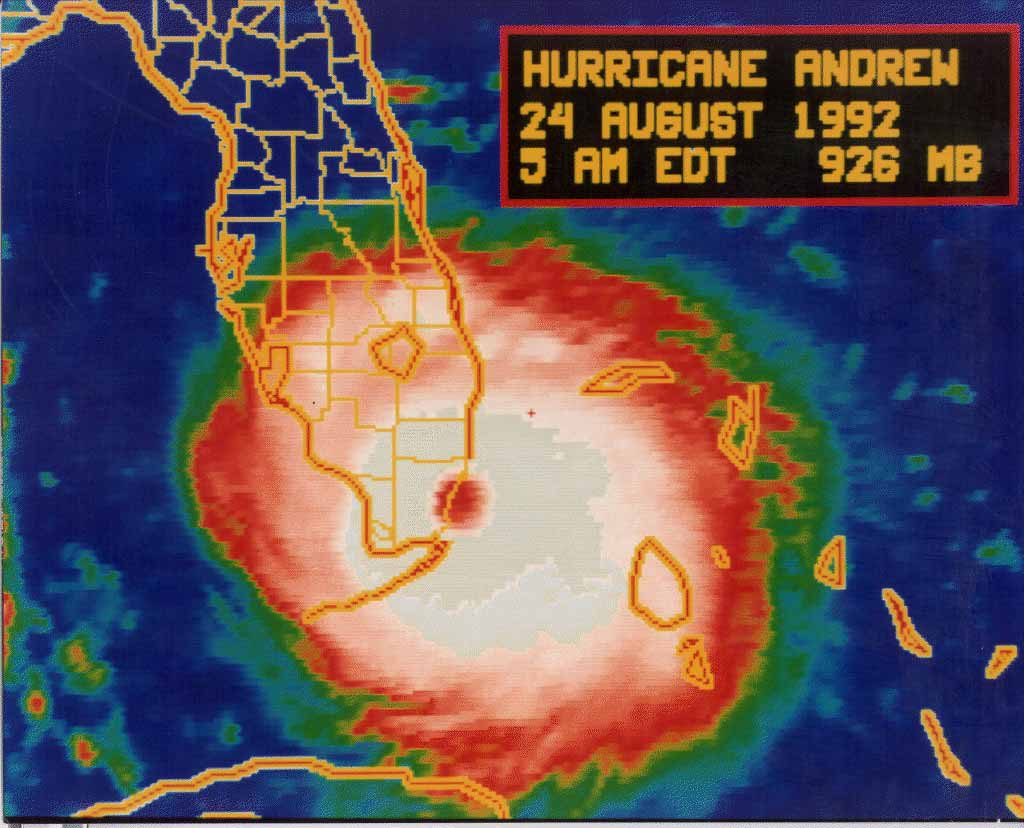
飓风安德鲁以5級颶風強度袭击南佛罗里达州

该项目将1914年列为北大西洋有史以来最平静的飓风季节，仅有一次热带风暴。该项目目前已对1886年至1970年期间的风暴进行了重新分析，并将于2022年1月修订1965年至1970年期间的风暴，并将計劃研究年份延伸至1851年。   在2001年，1851年–1885年的数据被添加到Fernández-Partagás的官方数据库中。此外，南卡罗来纳大学召开了一次古风暴学会议，提议将計劃的開始年份從1851年开始扩大到1800年。会议还讨论了通过光盘或类似维基百科的网站等方式交换旧热带气旋的信息。 虽然重新分析大多按顺序进行，但对一些重要热带气旋的重新分析也有例外。  2002 年，在飓风安德鲁形成十周年之际，对飓风进行了重新分析，将飓风升级为五级飓风。 2014年，对飓风卡米尔进行了类似的重新分析。 2022年，1944年大西洋大飓风也被升级为5级飓风。
迈克尔·肯诺维斯与卡里·莫克合作的研究增加了人們对1750年至1786年加勒比海热带气旋的了解。 2006 年，迈克尔·肯诺维斯完成并发表了一項對加勒比海1700年至1855年期间旧資料分析的報告，该评估主要通过船舶报告、报纸以及加勒比海地区各种日记和期刊等形式的地面气象观测完成。  2014年，迈克尔·肯诺韦斯和德米特里·迪瓦恩完成并发表了对1851年至1898年期间大西洋盆地的重新评估。 

### 未来在其他海域的努力

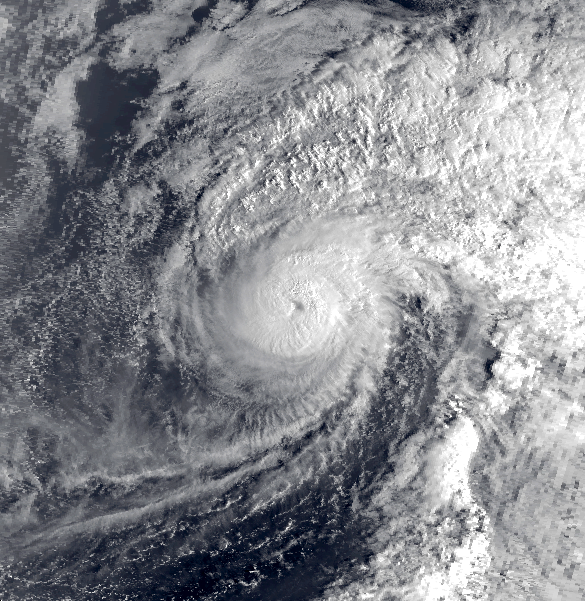
联合台风警报中心数据库中的台风弗雷达为100 kn而德沃夏克分析法估計为115 kn

热带气旋圈内一致同意对其他海洋盆地进行「大西洋式」重新分析。目前，人们正努力对西太平洋和东北太平洋进行类似的重新分析，但可能需要更长时间才能完成。这是因为需要多个区域专业气象中心之间的协调，这些中心负责跟踪和预报该海洋的热带气旋。2016年2月，美国国家飓风中心发布了1959 年墨西哥飓风的再分析结果，这是第一个使用「大西洋式」分析过程开发的方法对大西洋以外的系统进行重新评估的结果。